# Iru Hecsanovi
Irina Hecsanovi (grúzul: ირუ ხეჩანოვი, művésznevén: Iru vagy Iru Khechanovi, Tbiliszi, 2000. december 3. – ) grúz énekesnő. Ő képviselte Grúziát a 2023-as Eurovíziós Dalfesztiválon, Liverpoolban, az Echo című dalával.

## Pályafutása

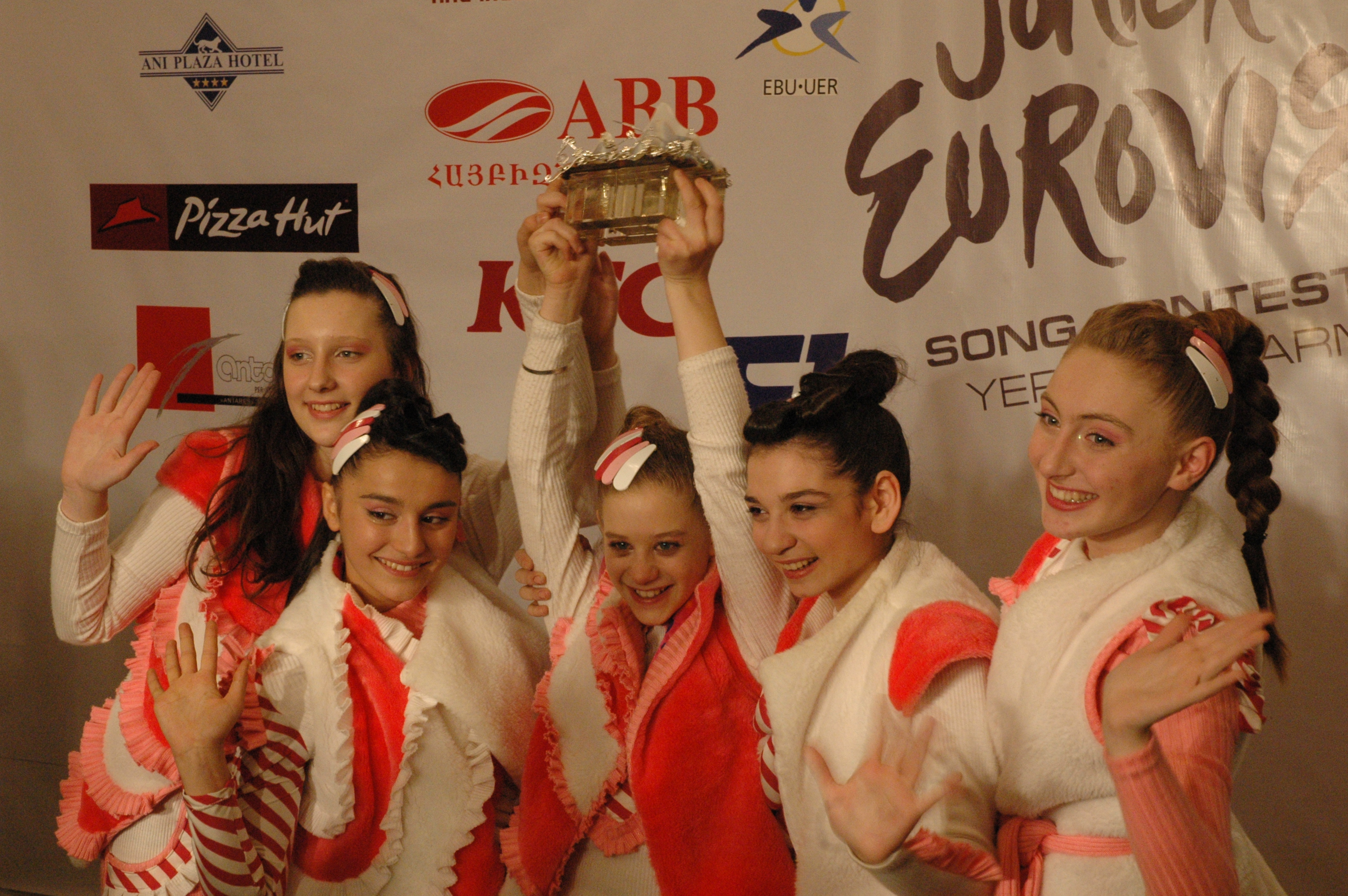
A CANDY Jerevánban (Irina középen)

2011. július 11-én a CANDY tagjaként megnyerte a grúz Junior Eurovíziós nemzeti döntőt, így ők képviselhették Grúziát a jereváni Junior Eurovíziós Dalfesztiválon. Candy Music című daluk 108 pontot gyűjtött össze a december 3-án megrendezett gyermekversenyen, három országtól maximális, 12 pontot összegyűjtve, így sikerült megszerezni az ország második győzelmét.
2019-ben szerepelt a grúz Idolban. 2022-ben társszerzője volt a grúz Junior Eurovíziós dalnak, amely a harmadik helyezést érte el a versenyen. Ugyanebben az évben jelentkezett a grúz The Voice ötödik évadába, ahol a február 2-i döntőben sikerült győzelmet aratnia, így ő képviselhette Grúziát az Eurovíziós Dalfesztiválon. A tehetségkutatóban mestere Dato Porchkhidze volt. Versenydalát március 16-án mutatták be. A dalfesztivál második elődöntőjéből nem jutott tovább a döntőbe.

## Diszkográfia

### Kislemezek
- No Jerk Around Me (2021)
- Not like Today (2022)
- Tu mama (2022)
- Idea (2023)
- Echo (2023)
- Seen (2023)